# Lžičák
Lžičák je český rodový název některých kachnovitých ptáků. Jedná se o tyto druhy v následujících rodech:
- Rod Anas
  - lžičák australský (Spatula rhynchotis) Latham, 1801
  - lžičák kapský (Spatula smithi) (Hartert, 1891)
  - lžičák pestrý (Spatula clypeata) Linné, 1758
  - lžičák tečkovaný (Spatula platalea) Vieillot, 1816
- Rod Malacorhynchus
  - lžičák širokozobý (Malacorhynchus membranaceus) (Latham, 1801)